# Università politecnica di Valencia
L'Università politecnica di Valencia (ufficialmente in valenciano Universitat politècnica de València, in castigliano Universidad politécnica de Valencia, sigla UPV) è un'università politecnica spagnola attiva nella Comunità Valenzana.

## Storia
È stata fondata nel 1968 come Istituto politecnico superiore di Valencia (in castigliano Instituto politécnico superior de Valencia) e divenne un'università nel 1971, ma alcune sue scuole esistono da più di 100 anni.

## Organizzazione
L'UPV è organizzato in 9 istituti tecnici, 2 facoltà e 2 scuole politecniche superiori, che sono responsabili dell'organizzazione dell'insegnamento dei 34 gradi e dispone di 41 dipartimenti e 45 centri di ricerca e istituti.